# Brandersfeesten
Brandersfeesten este un eveniment anual care are loc în orașul Schiedam, din provincia Zuid-Holland. Acesta se desfășoară în ultimul weekend al lunii septembrie.
În 1984, la inițiativa comercianților din Schiedam, a fost organizat un mare târg. Acesta s-a dovedit a fi un succes, astfel încât a fost înființată o comisie care să organizeze în continuare târgul. Deoarece o mare parte a târgului era situată în fostul cartier Brandersbuurt, acesta a fost numit „Brandersfeesten”.
Brandersfeesten s-a dezvoltat într-un festival care atrage aproximativ 300.000 de vizitatori, atât din interiorul, cât și din afara orașului Schiedam.
Câteva dintre activitățile de bază sunt:
- Târg
- Gondolă pe apă, sâmbătă seara
- Muzică live în tot orașul (din 2024 sub numele Schiedam Centrum, live on Stage)
- Activități pe apă
- Festival de coruri de shanty
- Maraton de distilare (în Muzeul Jeneverului din 2011, înlocuit în 2015 de evenimentul Stokers)
- Ruta Jeneverului
- Parc de distracții în piața orașului (din 2024 și primăvara)
- Traversare a apei pentru organizația caritabilă Spieren voor Spieren (din 2013)
- Focuri de artificii duminică seara ca închidere
- Calea ferată în miniatură în Passage (din 2013)

În 2020, 2021 și 2023, Brandersfeesten nu a avut loc. În 2020 și 2021, evenimentul a fost anulat din cauza pandemiei de coronavirus care a izbucnit în 2020. Inițial, traversarea apei din 2020 ar fi trebuit să aibă loc, dar a fost anulată în ultimul moment. De asemenea, în 2023, festivalul nu a avut loc din cauza demisiei comitetului organizator, din cauza cerințelor de siguranță mai stricte impuse în 2022. Comitetul nu a mai putut face față presiunii, iar din lipsa unui nou comitet organizatoric în timp util, evenimentul nu a putut fi organizat. Ca alternativă, în weekendul în care Brandersfeesten ar fi trebuit să aibă loc (ultimul weekend din septembrie), a fost organizat evenimentul „Schiedam Centrum, live on stage”, un festival muzical cu muzică live în baruri și pe terase. De asemenea, parcul de distracții din piața orașului a fost menținut. În cele din urmă, în octombrie 2023, s-a reușit formarea unui nou comitet pentru Brandersfeesten, astfel încât evenimentul să poată fi reluat în 2024. Evenimentul „Schiedam Centrum, live on stage” din 2023 va reveni și în 2024.
În 2024, parcul de distracții din piața orașului a fost organizat pentru prima dată și ca parc de distracții de primăvară. Anterior, acest eveniment de primăvară era unul separat, desfășurat până în 2019 în Piața Bach și în 2022 și 2023 pe Buitenhavenweg.